# Орден Гражданских заслуг (Испания)
Орден Гражданских заслуг (исп. Orden del Mérito Civil) — испанский гражданский орден.

## История
Орден «За гражданские заслуги» был учреждён королём Испании Альфонсом XIII королевским указом 25 июня 1926 года, после утверждения Главой Совета Министров Испании, генералом Мигелем Примо де Ривера (1870—1930). Первый статут ордена был опубликован 25 мая 1927 года.
Орден был учреждён с целью признания гражданских заслуг перед государством, провинциями и муниципалитетами, а также награждения служащих чрезвычайных служб, которые свершили поступки на благо нации. Орден также мог быть вручен иностранным гражданам в вознаграждение за их заслуги, либо по дипломатическому протоколу.
Первоначально орден состоял из 4 степеней:
- Большой крест
- Гранд-офицер
- Командор
- Кавалер

Кроме того был учреждён Серебряный крест, как отличие более низкой степени.
Вручение ордена осуществлялось от имени короля, по предложению Государственного министра, с согласия Совета Министров, когда речь шла о вручении степени Большого креста, либо по линии Министерства иностранных дел.
24 июля 1931 года своим указом Временное правительство Испанской Республики упразднило орден наравне с другими орденами Испании, за исключением ордена Изабеллы Католички, и предполагало заменить его республиканскими орденами. В период междуцарствия указом от 7 ноября 1942 года орден «За гражданские заслуги» был восстановлен в прежнем значении, льготами и за выслугу лет, с определением, что орден может вручаться женщинам (на банте), а также были определены новые степени:
- Орденская цепь
- Большой крест
- Гранд-офицер
- Командор
- Офицер
- Кавалер
- Серебряный крест

Обновленный статут был утверждён указом от 3 февраля 1945 года.
Последующим указом от 26 июля 1957 года Орденская цепь устанавливалась в ордене как высшая степень отличия. Орденская цепь была зарезервирована для вручения иностранным монархам и главам государств, в исключительных случаях, тем поданным Испанской короны, кто уже был награждён степенью Большого креста ордена, но был представлен к следующему награждению.

## Степени
| Знаки различия и ленты |                                      |                                                                    |                                    |
|                        |                                      |                                                                    |                                    |
| Знак на орденской цепи | Звезда ордена степени Орденская цепь | Знак ордена степени Большой крест (Звезда ордена аналогична знаку) | Звезда ордена степени Гранд-офицер |
|                        |                                      |                                                                    |                                    |
| Степень Командор       | Степень Офицера                      | Степень Кавалера                                                   | Серебряный Крест                   |

## Описание ордена
Знак ордена представляет собой золотой андреевский крест синей эмали с якореобразными концами. Между плечами креста золотые штралы. В центре овальный медальон в центре которого на красной эмали золотая композиция богини держащей меч над чашей с зажжённым огнём. Медальон окаймлён каймой синей эмали с надписью «AL MERITO CIVIL». Над медальоном королевская корона с цветных эмалях. Знак при помощи переходного звена в виде лаврового венка в зелёных эмалях крепится к орденской ленте.
Звезда ордена ромбовидная с наложенным знаком ордена. Для степени Орденская цепь — золотая, с лавровым венком зелёной эмали под изображением знака ордена. Степени Большой крест — золотая, без венка. Степени Гранд-офицер — аналогична звезде степени Большой крест, но серебряная.
Знак степени кавалера — серебряный, без эмалей на медальоне.
Серебряный крест аналогичен знаку степени кавалера, но без штралов между плечами креста и без эмалей.
Лента ордена голубая с белой полосой по середине.

## Иллюстрации

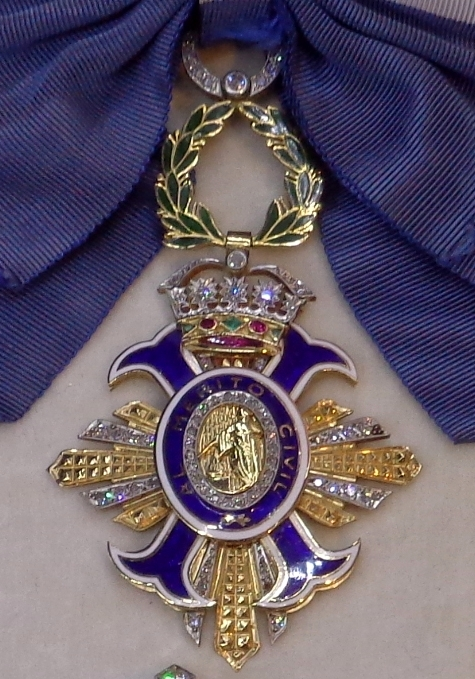
Знак Большого креста с бриллиантами
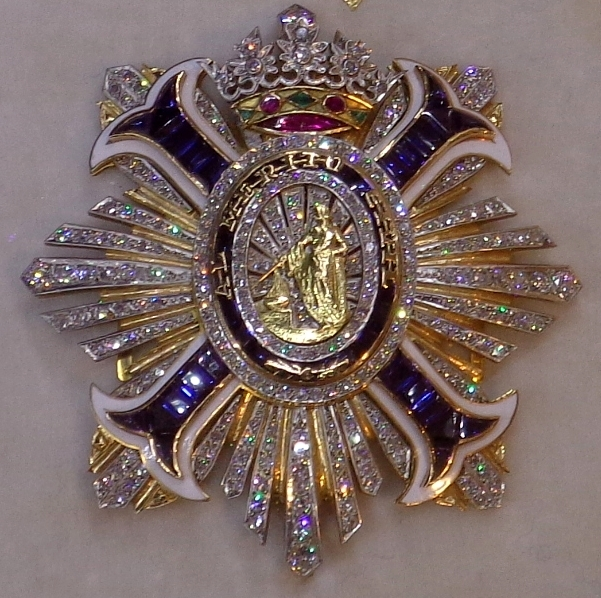
Звезда Большого креста с бриллиантами